# Guaymís
Els guaymís o ngäbes són un poble indígena, que viu a l'occident de Panamà, principalment a la Comarca Ngöbe-Buglé i a les províncies de Veraguas, Chiriquí i Bocas del Toro. A Costa Rica, viuen a quatre reserves indígenes: Altos de San Antonio (Coto Brus), a les localitats de Villa Palacios, Caño Bravo i Limoncito, d'on accedeixen a San Vito i Sabalito; Abrojos-Montezuma (cantó de Corredores), els pobles de Bajo Los Indios, San Rafael de Abrojos, Montezuma i Bellavista; Conteburica, entre els cantons de Corredores i Coto Brus, els pobles de La Vaca, El Progreso, Santa Rosa, Río Claro, Las Gemelas i los Plancitos; i Guaymí d'Osa, entre la Quebrada Pavón i Río Riyito, a Dos Brazos de Osa, limitant amb el Parc Nacional Corcovado; molts d'ells també viuen a Sixaola, a la província de Limón.
Són més de 260.000 persones i parlen el ngäbere, un idioma de la família txibtxa. La frontera entre Panamà i Costa Rica es va definir sense consultar a aquest poble, per tant va quedar partit en dos.
Els indígenes són coneguts com a ngöbe-buglé. En les llengües indígenes ngäbere i buglere és persona. Aquests dos grups no parlen igual i tenen costums diferents.

## Nom
El nom ngäbe és la denominació pròpia en la seva llengua, els buglé són una ètnia diferent i parlen un altre idioma, buglere, que encara que també pertany a la família txibtxa, no és intel·ligible amb el ngäbere. Els mitjans escrits solen confondre el nom Ngäbe amb Ngobe o Ngöbe. Aquesta confusió es deu al fet que el castellà no conté un equivalent exacte per al fonema ä (intermedi entre la a i la o), i l'hispanoparlant sol sentir aquest fonema com o o com a.

## Història
En temps de la conquesta d'Amèrica, els espanyols van trobar en l'occident de Panamà tres pobles ngäbe, cadascun amb un idioma diferent. Cadascun va ser nomenat pel nom del seu líder: Natá, a l'actual província de Coclé, Parita a la península d'Azuero, i el més famós, Urracá, en el que avui és la província de Veraguas i la Comarca Ngäbe-Buglé.
Urracá va derrotar els espanyols una vegada i una altra, la qual cosa va forçar al capità Diego de Albites a fer amb ell un acord de pau en 1522.
D'acord amb l'historiador fra Bartolomé de las Casas, Urracá va ser convidat pels espanyols per a un tractat de pau, però se'l va capturar i va enviar al poblat de Nombre de Dios, a l'actual província de Colón, va escapar d'allí i va tornar a la muntanya, jurant combatre a mort als espanyols. I va complir amb el seu jurament: ell i els seus homes van ser tan temuts que finalment els espanyols van evitar combatre amb ell. Urracá va morir en completa llibertat en 1531.
Els ngäbe es van dividir en dos grups principals: els de la costa atlàntica (abans parteix de Bocas del Toro), i els de terres altes, en terres que abans van pertànyer a Chiriquí i Veraguas. Mai es van rendir, i van mantenir la seva resistència fins a la caiguda del domini espanyol a l'àrea. En independitzar-se Panamà d'Espanya i unir-se a Colòmbia (segle xix), els ngäbe van romandre a la muntanya. En l'actualitat quan alguns països amb presència indígena parlen de pluriculturalitat, a Panamà, a excepció de la Comarca, es creen polítiques sobre interculturalitat.

## Economia i cultura
Actualment la seva principal activitat és l'agricultura de subsistència i els seus principals cultius són blat de moro, arròs, fríjol, yuca, ñame i plàtan.
Una part dels ngäbe és originària, emigrà definitivament o emigra estacionalment a Costa Rica, per treballar en les plantacions de cafè. Altres formes d'obtenir ingressos són el treball en les plantacions de banana i la venda de les seves artesanies en llocs turístics i a la vora de les carreteres de Panamà.
Les dones ngäbe elaboren, entre la seva artesania tradicional, elements que els serveixen per a la seva vestimenta i de les seves famílies i per a la venda. Això inclou borses teixides de fibra vegetal ("kra"), colorides bates llargues per a la dona decorades amb motius geomètrics ("naguas") i polseres i collarets de comptes i *chaquiras, abans usats com a adorns per a la guerra. Els homes teixeixen barrets de fibra vegetal per a ús quotidià o per vendre.
L'aportació dels ngäbes al folklore panameny s'aprecia en la "kra" ("chácara" en espanyol) i en els barrets de Panamà. Tots dos elements han estat incorporats a la vestimenta del camperol panameny.

## Situació actual

### A Panamà
Els projectes de desenvolupament com el projecte miner de Cerro Colorado posen en perill terres ancestrals ngäbe.
Pel maig de 2012 els ngäbe protestaren contra la construcció de la Central hidroelèctrica del Barro Blanco, ja que requerirà la inundació de territoris ngöbe. Varios manifestantes fueron detenidos durante las protestas. El projecte també posa en perill l'existència de la granota blava del Tabasará
La lluita per la defensa dels recursos hídrics, minerals i ambientals, ha portat a les poblacions ngäbe a enfrontar-se als diferents governs del país, en la qual s'ha perdut vides humanes, exemples: Jerónimo Tugrí a Bocas del Toro. La resistència obeeix més que res al valor cultural, la relació amb la terra i la història i al model econòmic que s'empra, on se li arrabassa a les poblacions or, plata, aigua i altres, però els beneficis són per a la capital del país i no locals.
A la Comarca Ngäbe-Buglé, el seu govern es representa per mitjà del Congrés General Ngäbe-Buglé i el Cacic General Ngäbe-Buglé. Segons la Llei 10 que crea la Comarca i la carta orgànica que la regeix, el seu govern és autònom i busca preservar la cultura, la cosmovisió com el seu desenvolupament local i integral. La seva religió oficial és Mama Tatda, però es respecten altres religions i conviuen amb cristians i Baha'i.
La Comarca es va fer factible des de l'any 1997, amb molts anys d'història de lluita i reclams, un grup nombrós de nens, dones, adults i simpatitzants, van caminar des de diferents punts de la Comarca via carretera interamericana per aproximadament 900 quilòmetres fins a arribar a la capital de la república. Perquè el govern de torn es fes ressò dels reclams van fer vaga de fam per diversos dies.
Els dissenys i arts que es reflecteixen en les "chácaras" i altres elements del vestuari de la cultura ngäbe són part del Magata, una serp antiga que habita en les aigües i que és part de la seva espiritualitat ancestral i mitologies.
A la Comarca hi ha diverses organitzacions com: Asastran, dedicada a la medicina tradicional ngäbe; Asmung, associació de dones ngäbe, Fundació Cultural Ngäbe que impulsa la primera universitat indígena a Panamà, la Universitat Ngäbe Buklé. També la Fundación Venado, Sribire Waire, Irene Vazquez, altres. Organitzacions que impulsen el turisme: OCAB i Victoriano Lorenzo.

### A Costa Rica
Els pobles ngäbe de Costa Rica són fruit de la migració iniciada a mitjan segle XX des de la Comarca Ngöbe-Buglé a Panamà. En realitat, la creació de la frontera entre els dos països va dividir el seu territori ancestral, i els indígenes van romandre aliens a aquest fet almenys fins a 1920-1940 (a Óssa, des de 1970). Segons un cens realitzat per la Direcció nacional de Migració i Estrangeria de Costa Rica en 2012, al territori hi ha 3.171 indígenes residents permanents, localitzats en 4 reserves: Abrojos-Montezuma, Altos de San Antonio (Coto Brus), Conteburica i Guaymí de Osa, localitzades en els cantons de Coto Brus, Corredores i Osa. A partir del mes d'octubre, es dona un fenomen de migració des de Panamà per treballar en la recol·lecta de cafè que s'estén fins a març de l'any següent, per la qual cosa és comú observar a alguns d'aquests indígenes en cantons productors d'aquest gra com la Zona de los Santos, Acosta, Pérez Zeledón, Grecia, Naranjo i San Ramón. Al país ingressen per tres punts a la frontera amb Panamà: Paso Canoas, Limón (Sixaola) i Río Sereno (Coto Brus). En 2011, aproximadament 15.000 indígenes ngäbe van penetrar a territori costariqueny para les recol·lectes de cafè o treballar a les bananeres.
Recentment en 1990 i gràcies a la lluita de l'Associació Cultura Ngöbegue, se'ls va reconèixer la ciutadania costariquenya. A partir de 2012, la Direcció nacional de Migració i Estrangeria va començar a atorgar-li als immigrants ngäbe cèdules de residència temporal, amb l'objectiu de protegir-los d'abusos i facilitar-los tràmits bancaris o l'atenció en salut. Abans, solament ingressaven amb un salconduit que els atorgava el Govern de Panamà.
La gran majoria dels ngäbe a Costa Rica viu en condicions de pobresa, amb un ingrés aproximat de $233 mensuals durant l'època de recol·lecta de cafè. El 90% de les famílies té un ingrés mensual proper al 50% del salari mínim agrícola a la regió sumant ingressos agrícoles i extra-agrícoles. Compten amb difícil accés a serveis d'educació i salut, especialment per la gran distància entre les seves reserves i les poblacions on es donen aquests serveis. L'accés a l'educació es dona especialment a les escoles de Limoncito (on hi ha un col·legi de secundària), Sabalito, San Miguel i San Vito. Dels aproximadament 3.000 residents, uns 2.500 parlen ngäbere i espanyol, i la resta, solament ngäbere. Existeix un alt índex d'analfabetisme sobretot entre els adults. En l'àmbit de salut, són afectats per malalties principalment infeccioses com diarrea, escabiosi, infeccions respiratòries severes, polls, desnutrició i parasitosi, amb indicadors de salut comparables als de l'Àfrica subsahariana. Hi ha un aqüeducte a Conteburica i un altre a Guaymí de Osa, però l'aigua no és potable. A Abrojos no hi ha aqüeducte.
Entre les quatre reserves, la de Conteburica és la més aïllada del país, amb els índexs més baixos de pobresa entre les poblacions guaymís de Costa Rica i la que més conserva la cultura autòctona. És una reserva transnacional situada en la Punta Burica entre Costa Rica i Panamà. Té una economia de grans bàsics i autoconsum, complementada amb caça i pesca. Es conrea cacau en petita escala per a la venda a Golfito, Ciudad Neilly o Panamà. La majoria de l'alfabetització no supera l'escola primària.
Guaymí de Osa està situada en una selva tropical propera al Parc Nacional Corcovado, la qual cosa dificulta molt el seu accés. Té una difícil producció agrícola secundària a la topografia i alt nivell pluvial. Es troba habitada per 12 famílies indígenes, l'ingrés de les quals depèn de la labor agropecuària.
La reserva d'Abrojos-Montezuma data de 1920, i la seva ocupació és anterior a l'arribada de les companyies bananeres o la fundació de Ciudad Neilly. Durant aquesta època, els guaymís van habitar en les planes, però van haver de retirar-se a les muntanyes per la colonització. El 85% els habitants parla tots dos idiomes. A causa de la colonització per no indígenes, presenta un ràpid procés d'aculturització, i solament el 50% de la terra està en mans indígenes producte de constants invasions de camperols desplaçats de la Vall Central de Costa Rica. Sobreviu per agricultura de subsistència i el treball en les bananeres, a més de venda d'artesanies.
A 3 km d'Abrojos-Montezuma, es troba Altos de San Antonio, que en el passat va formar una sola comunitat amb Abrojos però que van ser separats per la colonització i la construcció de la carretera Panamericana. El 56% de la comunitat d'Altos de San Antonio és bilingüe espanyol-ngäbere, i hi ha una escola primària. Les 9 famílies que habiten la zona subsisteixen dels grans bàsics i la tinença d'animals de corral, cavalls i vaques, però en moltes ocasions, per sembrar, han de llogar terrenys a no indígenes, ja que la tinença de terra per a cultiu per família és molt baixa (amb prou feines un quart d'hectàrea).